# Тимишоара Сараценз
Регбийный клуб «Тимишоара Сараценз» или просто «Тимишоара») — румынский регбийный клуб из города Тимишоара, выступающий в СуперЛиге. Часто можно встретить разговорное название клуба- "Университятя" , так как команда имеет тесные связи с Западным университетом Тимишоары. Выиграв чемпионат в 1972 году стал первым клубом-чемпионом не из Бухареста. В 2014 году клуб стал партнером регбийного клуба «Сарацины» .

## История

### Начальные годы
Клуб основан в 1949 году под названием CSUT (клуб Sportiv Universitar Timișoara). В 1966 году меняет свое название на «Университятя». Команду возглавляет тренер Антонеску и с этого момента начинается ее восхождение на вершину румынского регби.В чемпионате 1968–69 гг. команда занимает 5-е место, в чемпионате 1969–70 гг. команда занимает 3-е место, в чемпионате 1970–71 гг. команда занимает 5-е место, а в чемпионате 1971–72 гг. «Университятя», после 58 лет доминирования команд из Бухареста, завоевывает национальный титул впервые нарушая гегемонию столичных клубов. С тех пор команда всегда играла в высшей лиге, активно продвигала студенческое регби, но следующее чемпионство завоевала лишь спустя 40 лет. 

### Эра Честера Уильямса
В январе 2012 года бывший игрок «Спрингбокс» Честер Уильямс (единственный чернокожий регбист ЮАР на победном Чемпионате мира по регби 1995 года) стал главным тренером команды. Именно под его руководством «Тимишоара» смогла завоевать долгожданное чемпионство. Затем его заменил другой южноафриканец, Дани де Вильер. В 2014 году его сменил новозеландец Грейнджер Хайкель. После двух лет отсутствия Честер Уильямс снова вернулся на место главного и привел команду к трем чемпионским титулам подряд.

### Кубок Румынии
В 2011 году клуб впервые выиграл Кубок страны. В финале был повержен «Бая-Маре» 32-10. В 2014 году снова победа в финале над «Бая-Маре». Клуб повторяет свой успех в 2015 и 2016 годах.

### Выступление в СуперЛиге (с 2012)
С момента образования СуперЛиги в 2012 году «Тимишоара» пять раз становилась чемпионом. Четыре финала (в 2012, 2013, 2015 и 2016/17) были против «Бая-Маре». Всего клубы сыграли между собой 8 финалов (с учетом Кубка и Кингс Кап) и 8 раз «Тимишоара» была сильнее.

## Достижения
- СуперЛига:
  - Победитель(6): 1972, 2012, 2013, 2015, 2016–17, 2017–18
  - Второе место (1): 1973
  - Третье место (7): 1974, 1975, 1990, 1991, 1992, 2011, 2014
- Кубок Румынии:
  - Победитель (4): 2011, 2014, 2015, 2016
  - Вице-чемпион (2): 1978, 1980
- Кингс Кап:
  - Победитель (1): 2015
  - Вице-чемпион (1): 2017
- Энерджи Кап (Регбийный кубок Центральной и Восточной Европы):
  - Победитель (1): 2009
  - Вице-чемпион (2): 2010, 2011

## Текущий состав
Состав на сезон 2018/19